# Адміністративний устрій Первомайського району (Миколаївська область)
Адміністративний устрій Первомайського району — адміністративно-територіальний устрій Первомайського району Миколаївської області на 1 селищну та 21 сільську раду, які об'єднують 51 населений пункт та підпорядковані Первомайській районній раді. Адміністративний центр — місто Первомайськ, яке є містом обласного значення і не входить до складу району..

## Список радПервомайського району
| №  | Назва                             | Центр              | Населені пункти                                                                    | Площа км² | Місце за площею | Населення (2001), чол. | Місце за населенням | Розташування |
| -- | --------------------------------- | ------------------ | ---------------------------------------------------------------------------------- | --------- | --------------- | ---------------------- | ------------------- | ------------ |
| 1  | Підгороднянська селищна рада      | смт Підгородна     | смт Підгородна с. Вербова Балка                                                    |           |                 |                        |                     |              |
| 2  | Болеславчицька сільська рада      | с. Болеславчик     | с. Болеславчик с. Станіславчик                                                     |           |                 |                        |                     |              |
| 3  | Грушівська сільська рада          | с. Грушівка        | с. Грушівка                                                                        |           |                 |                        |                     |              |
| 4  | Довгопристанська сільська рада    | c. Довга Пристань  | c. Довга Пристань с. Брід с. Зелена Левада                                         |           |                 |                        |                     |              |
| 5  | Кам'янобалківська сільська рада   | c. Кам'яна Балка   | c. Кам'яна Балка                                                                   |           |                 |                        |                     |              |
| 6  | Кам'яномостівська сільська рада   | c-ще Кам'яний Міст | c-ще Кам'яний Міст с. Катеринка с. Петрівка                                        |           |                 |                        |                     |              |
| 7  | Кінецьпільська сільська рада      | c. Кінецьпіль      | c. Кінецьпіль                                                                      |           |                 |                        |                     |              |
| 8  | Кодимська сільська рада           | c. Кам'яний Міст   | c. Кам'яний Міст                                                                   |           |                 |                        |                     |              |
| 9  | Кримківська сільська рада         | c. Кримка          | c. Кримка с. Коломіївка                                                            |           |                 |                        |                     |              |
| 10 | Кумарівська сільська рада         | c. Кумарі          | c. Кумарі                                                                          |           |                 |                        |                     |              |
| 11 | Ленінська сільська рада           | c. Чаусове Друге   | c. Чаусове Друге                                                                   |           |                 |                        |                     |              |
| 12 | Лисогірська сільська рада         | c. Лиса Гора       | c. Лиса Гора с. Новопавлівка                                                       |           |                 |                        |                     |              |
| 13 | Лукашівська сільська рада         | c. Лукашівка       | c. Лукашівка с-ще Єрмолаївка                                                       |           |                 |                        |                     |              |
| 14 | Мигіївська сільська рада          | c. Мигія           | c. Мигія с. Гаївське с. Куріпчине                                                  |           |                 |                        |                     |              |
| 15 | Підгір'ївська сільська рада       | c. Підгір'я        | c. Підгір'я с. Мічуріне                                                            |           |                 |                        |                     |              |
| 16 | Полтавська сільська рада          | c. Полтавка        | c. Полтавка с. Новоандріївка с. Старі Кошари                                       |           |                 |                        |                     |              |
| 17 | Романово-Балківська сільська рада | c. Романова Балка  | c. Романова Балка с. Генівка с-ще Іванівка с. Львів с. Соколівка                   |           |                 |                        |                     |              |
| 18 | Синюхино-Брідська сільська рада   | c. Синюхин Брід    | c. Синюхин Брід                                                                    |           |                 |                        |                     |              |
| 19 | Софіївська сільська рада          | c. Софіївка        | с. Софіївка с-ще Бандурка с. Богословка                                            |           |                 |                        |                     |              |
| 20 | Степківська сільська рада         | c. Степківка       | с. Степківка с. Жовтневе с. Зелені Кошари с-ще Садибне с. Степове                  |           |                 |                        |                     |              |
| 21 | Тарасівська сільська рада         | c. Тарасівка       | с. Тарасівка с. Бандурка с. Лозуватка с-ще Новоолександрівка с. Світоч с. Шевченко |           |                 |                        |                     |              |
| 22 | Чаусівська сільська рада          | c. Чаусове         | с. Чаусове                                                                         |           |                 |                        |                     |              |

* Примітки: м. — місто, с-ще — селище, смт — селище міського типу, с. — село